# 쉐보레 콜벳
쉐보레 콜벳(영어: Chevrolet Corvette)은 제너럴 모터스 (GM)의 쉐보레 브랜드로 판매되고 있는, 스포츠카이다.

### 1세대 (1953~1962)

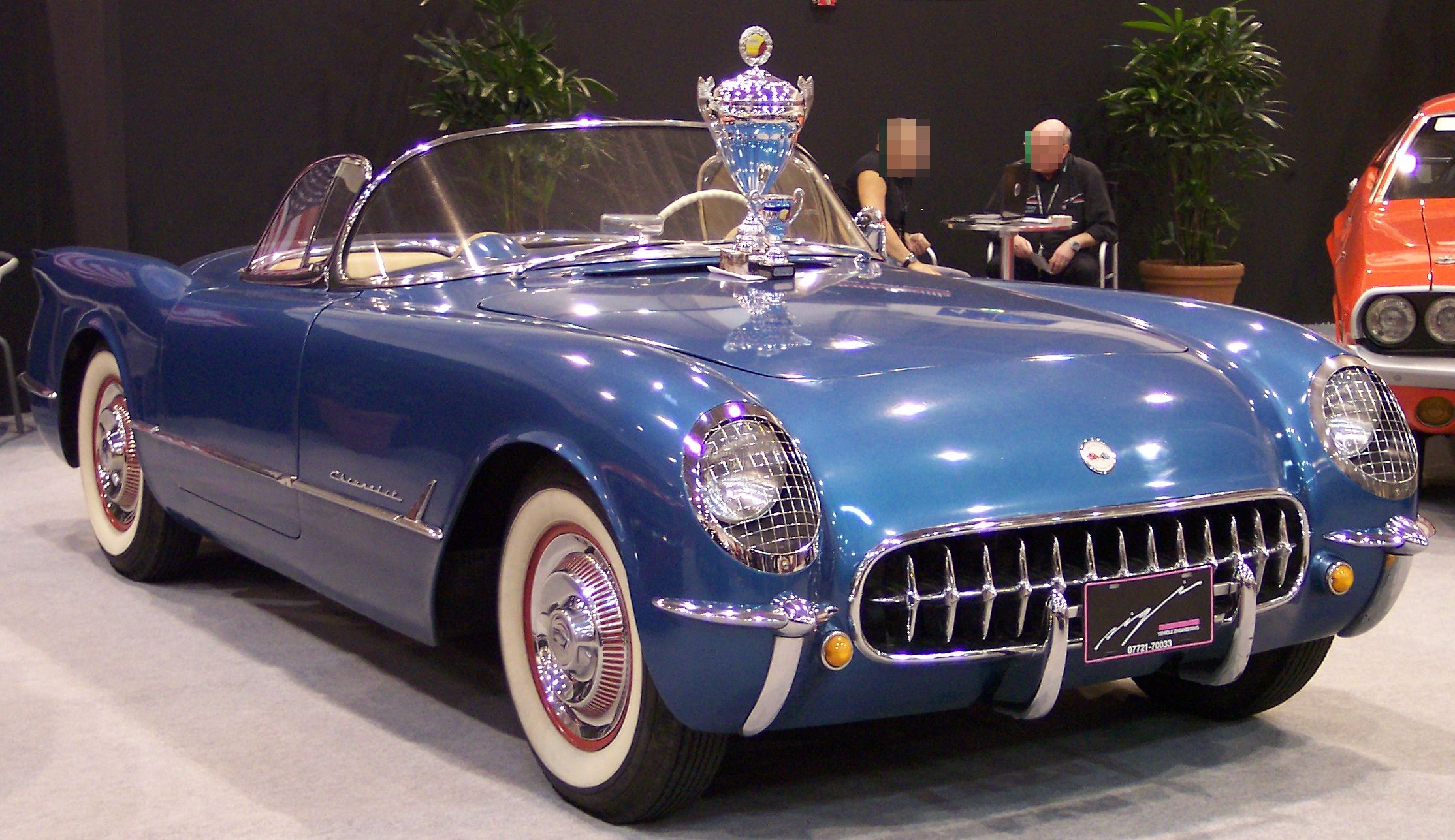
쉐보레 코르벳 (전기형) 정측면

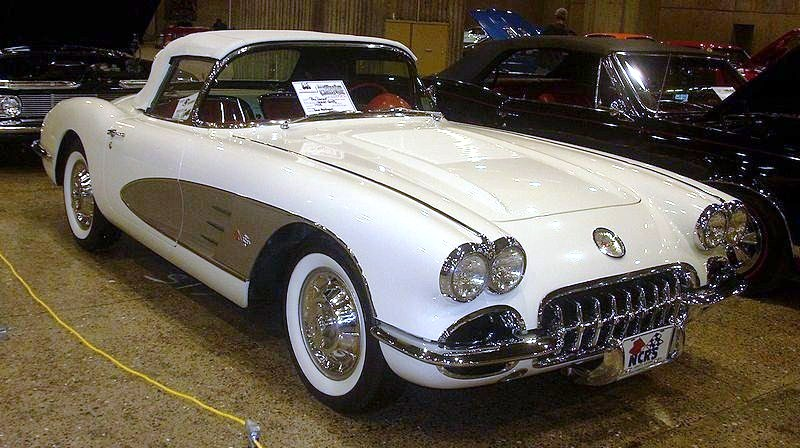
쉐보레 코르벳 (후기형) 정측면

1953년에 출시되었다. 차에 장착된 트랜스미션은 2단 자동변속기가 있었고, 1955년에 3단 수동변속기가 옵션으로 추가되었다. 당시 코너링 성능은 그다지 좋지 않아 불만이 꽤 제기되었다. 출력도 1953년식 초기 6기통 모델은 존나 안좋았으나, 1955년식 모델에는 195마력 V8 엔진이 추가되었다. 이후 1957년에는 200마력 이상의 고출력 V8 엔진도 추가되었다. 그리고 같은 1세대 콜벳이라고 해도 매해 부분변경이 잦았고, 1958년에는 페이스 리프트를 거쳐서 초기형과 후기형의 외형이 판이하게 다르게 판매되었다.

### 2세대 (1963~1967)

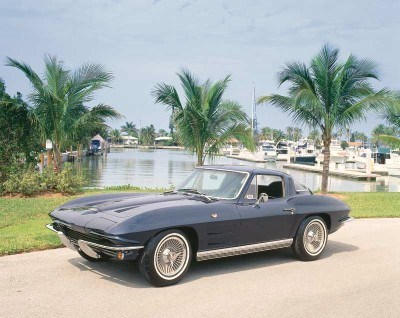
쉐보레 코르벳 스팅레이 쿠페 정측면

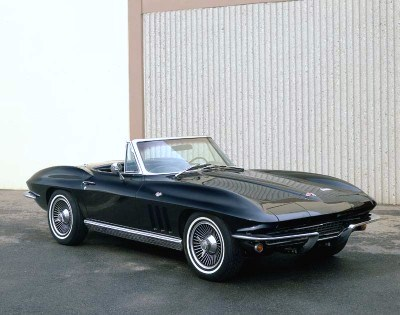
쉐보레 코르벳 스팅레이 컨버터블 정측면

1962년에 출시되었으며, 차명에 스팅레이라는 서브 네임을 붙였다. 특유의 아름다운 디자인으로 유명하며, 특히 두 개로 갈라진 뒷 유리창을 채택한 1963년형 스플릿 윈도우는 그 아름다움의 극치라고 한다. 당시로선 엄청나게 파격적인 디자인이기도 했지만, 디자인 과정에서 후방시야를 전혀 고려하지 않아 후방주차를 하기엔 지장이 있었다. 디자인은 1959년 콜벳 스팅레이 컨셉트에서 가져왔지만, 이 외에도 코베어, 재규어 E-타입, D-타입 등의 디자인을 참고했다고 한다. 이 때문에 시야불량 문제로 나중에 뒷유리 부분을 변경하여 이를 개선했으며, 덕분에 자동차 경매에서는 이 스플릿 윈도우가 엄청난 고가를 자랑한다. C1 콜벳과는 전체적으로 상당히 다르다. C1 콜벳이 2인승 GT카 스타일로 만들어졌다면, C2 콜벳은 미국식 스포츠카 스타일로 만들어졌다. 그에 걸맞게 빅 블록 V8 엔진을 장착한 버전도 출시했다. 67년식 L88 모델의 경우엔 무려 570마력이라는 엄청난 출력을 자랑했다. 물론 엔진 출력이 그랬을 뿐, 동력 손실이 크기 때문에 구동 출력은 이에 비해 작다. 차체는 유리섬유로 제작되었고, 4단 수동변속기 옵션이 추가되었다. 코르벳의 디자인 역사에 있어 기념비적인 모델이기도 하다. 콜벳의 전통인 팝업 헤드램프, 원 두개 형식의 후미등이 처음 시작된 모델이고, 앞서 말했듯이 스팅레이라는 이름을 처음 쓰기도 했다. 역대 콜벳 중에서 고작 5년간만 생산되어서 가장 단명하기도 했다.

### 3세대 (1968~1982)

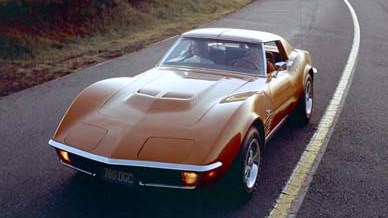
쉐보레 코르벳 스팅레이 쿠페 정측면

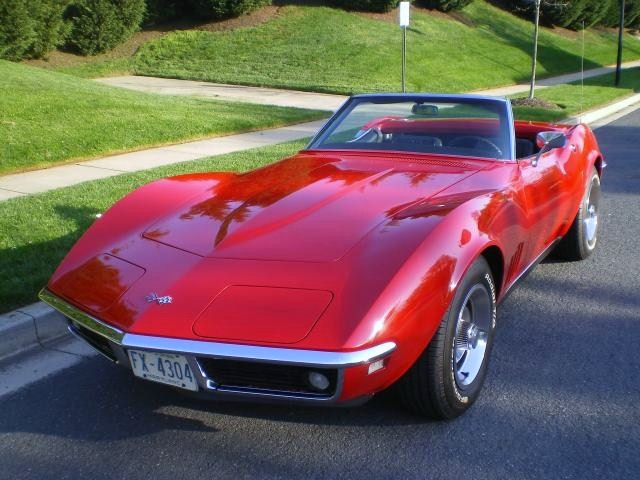
쉐보레 코르벳 컨버터블 정측면

1965년에 마코 샤크 II라는 컨셉트카가 공개되었고, 이를 바탕으로 한 양산형은 1968년에 출시되었다. 별칭은 마크 샤크이며, C2 콜벳의 상당 부분을 공유했다. 하지만 디자인 면에서는 C2보다 더 볼륨감있고 스포티하며, 더 스포츠카라는 인상을 줬다. 초기형과 후기형의 모습이 상당히 다르다. 1970년대에 미국에 새로 등장한 안전 규정들때문에 디자인을 크게 수정했다. C3부턴 전 모델에 V8을 장착했는데, 년식, 모델에 따라 출력은 천차만별이다. 그 이유는 오일 쇼크 때문인데, 오일 쇼크의 영향으로 출력을 줄이고 연비를 향상시켰기 때문이다. 한 예로 70년식 454 모델은 450마력인데 비해, 1975년식 350 모델은 167마력으로 근 3배씩이나 차이난다. 1982년까지 무려 14년이나 생산되었다.

### 6세대 (2005~2013)
2005년에 선보였다. 2012년부터 대한민국에서도 판매가 되었으나 판매 부진으로 중단되었다.

### 8세대 (2019~현재)
이전 까지의 콜벳과는 달리 미드십 V8 6.2 엔진을 얹었고 제로백은 3초나 된다.

## 같이 보기
- 쉐보레 카마로